# Anthaxia quercicola
Anthaxia quercicola är en skalbaggsart som beskrevs av Wellso 1974. Anthaxia quercicola ingår i släktet Anthaxia och familjen praktbaggar. Inga underarter finns listade i Catalogue of Life.